# П'ята влада (фільм)
«П'ята влада» (англ. The Fifth Estate) — американська біографічна драма режисера Біла Кондона, що вийшла 2013 року. У головних ролях Бенедикт Камбербетч, Даніель Брюль. Стрічку створено на основі реальних подій.
Сценаристом був Джош Сінґер, продюсерами — Стів Ґолін і Майкл Шуґер. Вперше фільм продемонстрували 5 вересня 2013 року у Канаді на Міжнародному кінофестивалі у Торонто. В Україні у кінопрокаті прем'єра фільму відбулась 24 жовтня 2013 року.

## Сюжет
Стрічка розповідає про WikiLeaks, організацію, що була створена 2006 року і набула великої популярності 2011 року після публікації секретної інформації дипломатичного корпусу США. І про те, як змінюється життя людей, що захотіли викрити корупцію й обман у світовому масштабі.

## У ролях
| Актор               | Персонаж                                           | Роль                                                   |
| ------------------- | -------------------------------------------------- | ------------------------------------------------------ |
| Бенедикт Камбербетч | Джуліан Ассанж (англ. Julian Assange)              | інтернет-журналіст, засновник WikiLeaks                |
| Даніель Брюль       | Даніель Домшайт-Берґ (англ. Daniel Domscheit-Berg) | представник WikiLeaks у ЗМІ, працював разом з Ассанжем |
| Ентоні Макі         | Сем Коулсон (англ. Sam Coulson)                    |                                                        |
| Девід Тьюліс        | Нік Девіс (англ. Nick Davies)                      | журналіст                                              |
| Алісія Вікандер     | Анке Домшайт-Берґ (англ. Anke Domscheit-Berg)      | політик та активістка                                  |
| Стенлі Туччі        | Джеймс Босвелл (англ. James Boswell)               |                                                        |
| Лора Лінні          | Сара Шоу (англ. Sarah Shaw)                        |                                                        |
| Каріс ван Гаутен    | Бригіта Йонсдоттир (англ. Birgitta Jónsdóttir)     |                                                        |
| Пітер Капальді      | Алан Расбриджер (англ. Alan Rusbridger)            |                                                        |
| Ден Стівенс         | Єн Катц (англ. Ian Katz)                           |                                                        |
| Александр Сіддіг    | Тарек Халісе (англ. Tarek Haliseh)                 |                                                        |
| Гера Гілмер         |                                                    | штатна співробітниця Wikileaks                         |

## Сприйняття

### Критика
Фільм отримав змішані відгуки: Rotten Tomatoes дав оцінку 37 % на основі 143 відгуків від критиків (середня оцінка 5,4/10), і 46 % від глядачів із середньою оцінкою 3,2/5 (12,095 голосів). Загалом на сайті фільми має негативний рейтинг, фільму зарахований «гнилий помідор» від кінокритиків і «розсипаний попкорн» від глядачів, Internet Movie Database — 5,7/10 (3 319 голосів), Metacritic — 49/100 (42 відгуки критиків) і 5,7/10 від глядачів (20 голосів). Загалом на цьому ресурсі від критиків і від глядачів фільм отримав змішані відгуки.
Сам Джуліан Асандж сказав, що це фільм, це «масована пропагандистська атака проти організації WikiLeaks, проти моєї особистості і проти наших дій і т. д.».

### Касові збори
Під час показу у США, що розпочався 18 жовтня 2013 року, протягом першого тижня фільм показали у 1,769 кінотеатрах і він зібрав $1,673,351, що на той час дозволило йому зайняти 8 місце серед усіх прем'єр. Станом на 27 жовтня 2013 року показ фільму триває 10 днів (1,4 тижня). За цей час фільм зібрав у прокаті у США $2,840,000, у решті світу $1,600,000, тобто загалом $4,440,000 при бюджеті $28 млн.

### Нагороди і номінації[10]
| Рік  | Нагорода         | Категорія              | Номінант            | Результат |
| ---- | ---------------- | ---------------------- | ------------------- | --------- |
| 2013 | Britannia Awards | Британський актор року | Бенедикт Камбербетч | Перемога  |

### Виноски
1. 1 2  The Fifth Estate: Release Info (англ.). Internet Movie Database. Процитовано 29 вересня 2013.
2. 1 2  П'ята влада. Kino-teatr.ua. Процитовано 29 вересня 2013.
3. 1 2 3  The Fifth Estate (англ.). Internet Movie Database. Процитовано 28 жовтня 2013.
4. 1 2  The Fifth Estate (англ.). Box Office Mojo. Процитовано 28 жовтня 2013.
5. ↑  The Fifth Estate (англ.). Allrovi. Процитовано 29 вересня 2013.[недоступне посилання з липня 2019]
6. ↑  Full cast and crew for The Fifth Estate (англ.). Internet Movie Database. Процитовано 29 вересня 2013.
7. ↑  The Fifth Estate (англ.). Rotten Tomatoes. Процитовано 28 жовтня 2013.
8. ↑  The Fifth Estate (англ.). Metacritic. Процитовано 28 жовтня 2013.
9. ↑  Sunshine Week transcript! Julian Assange at Sam Adams Awards (англ.). Corrente. 17 березня 2013. Архів оригіналу за 19 серпня 2013. Процитовано 29 вересня 2013.
10. ↑  Awards for The Fifth Estate (англ.). Internet Movie Database. Процитовано 29 вересня 2013.